# Pod
I flyjargon anvendes pod ((engelsk): hylster, kapsel, bælg, kokon, gravid mave) om de aerodynamiske beholdere og instrumenter, der kan ophænges under flyvemaskiner. Som oftest anvendes pod på dansk, men ordet kapsel kan anvendes hvis man insisterer på at bruge et dansk ord.
Der findes pods til bagage, fotoudstyr, ECM (electronic counter measure – jamming), radar, laserudstyr til måludpegning (se LGB) og meget andet.